# Pornografía transgénero
La pornografía transgénero, también llamada transexual, hace referencia a un género pornográfico que presenta a actores y actrices transexuales o transgénero. La mayoría del género presenta a mujeres trans, si bien también aparecen hombres trans. Las mujeres trans se presentan con mayor frecuencia con parejas masculinas, pero también aparecen con otras mujeres, tanto transgénero como cisgénero.

## Terminología
Es común en la pornografía transgénero usar términos que generalmente se consideran insultos peyorativos en la comunidad trans, como "chicas con pollas", "transexuales" o "travestis". La actriz y directora pornográfica transgénero Wendy Williams dijo que no estaba de acuerdo con los activistas que pensaban que este tipo de términos son calumnias. En 2017, un importante sitio de pornografía trans cambió su nombre de ShemaleYum a GroobyGirls y anunció que ya no usarían términos que se consideraran estigmatizantes.

## Presencia en los premios de la industria
Los dos premios más importantes de la industria: los premios AVN y los XBIZ expresan su reconocimiento anual a los artistas transgénero con diversas categorías en las que se les nominan, bien por categoría artística o escénica. Así mismo, se celebran los Transgender Erotica Awards (anteriormente Tranny Awards), donde se aúnan todas las categorías para celebrar y premiar a los actores, actrices, producciones y directores del género.

## Mujeres transgénero

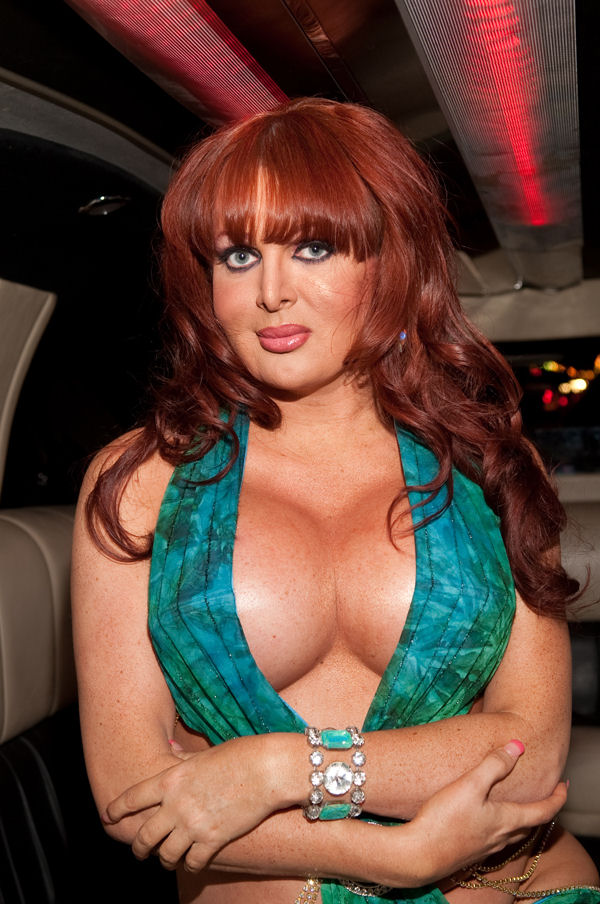
La actriz y directora Wendy Williams.

Los espectadores de pornografía con mujeres trans generalmente se identifican como heterosexuales, convirtiéndose dicha pornografía en uno de los géneros más grandes y populares consumidos por hombres heterosexuales.
Los datos de RedTube, un sitio de alojamiento de videos pornográficos, indicaron que a partir de 2016 y según la frecuencia de las búsquedas en línea, la pornografía trans era más popular en países como Brasil, Italia, Argentina, Rusia, España y en Estados Unidos, donde se relevó que era una búsqueda usual en el estado de Wyoming.
Un portavoz del estudio y productora estadounidense Evil Angel fue citado en 2015 diciendo que la pornografía trans era la categoría más rentable de la compañía, con primas de aproximadamente un 20 % más que otros géneros o escenas.
Las actrices trans pornográficas pueden ser sexualmente pasivas o activas con sus compañeros de reparto masculinos, mientras otras incluso mantienen roles dominantes, como Danni Daniels. Actrices en la industria del cine pornográfico serían, entre otras muchas, Aspen Brooks, Camila de Castro, Kayleigh Coxx, Natalie Mars, Korra Del Rio, Aubrey Kate, Gia Darling, Natassia Dreams, Jessy Dubai, Foxxy, Sienna Grace, Mia Isabella, Kimber James, Bailey Jay, Joanna Jet, Yasmin Lee, Venus Lux, Eva Lin, Carla Novaes, Domino Presley, Kalena Rios, Chanel Santini, Sarina Valentina o Vaniity.

## Hombres transgénero

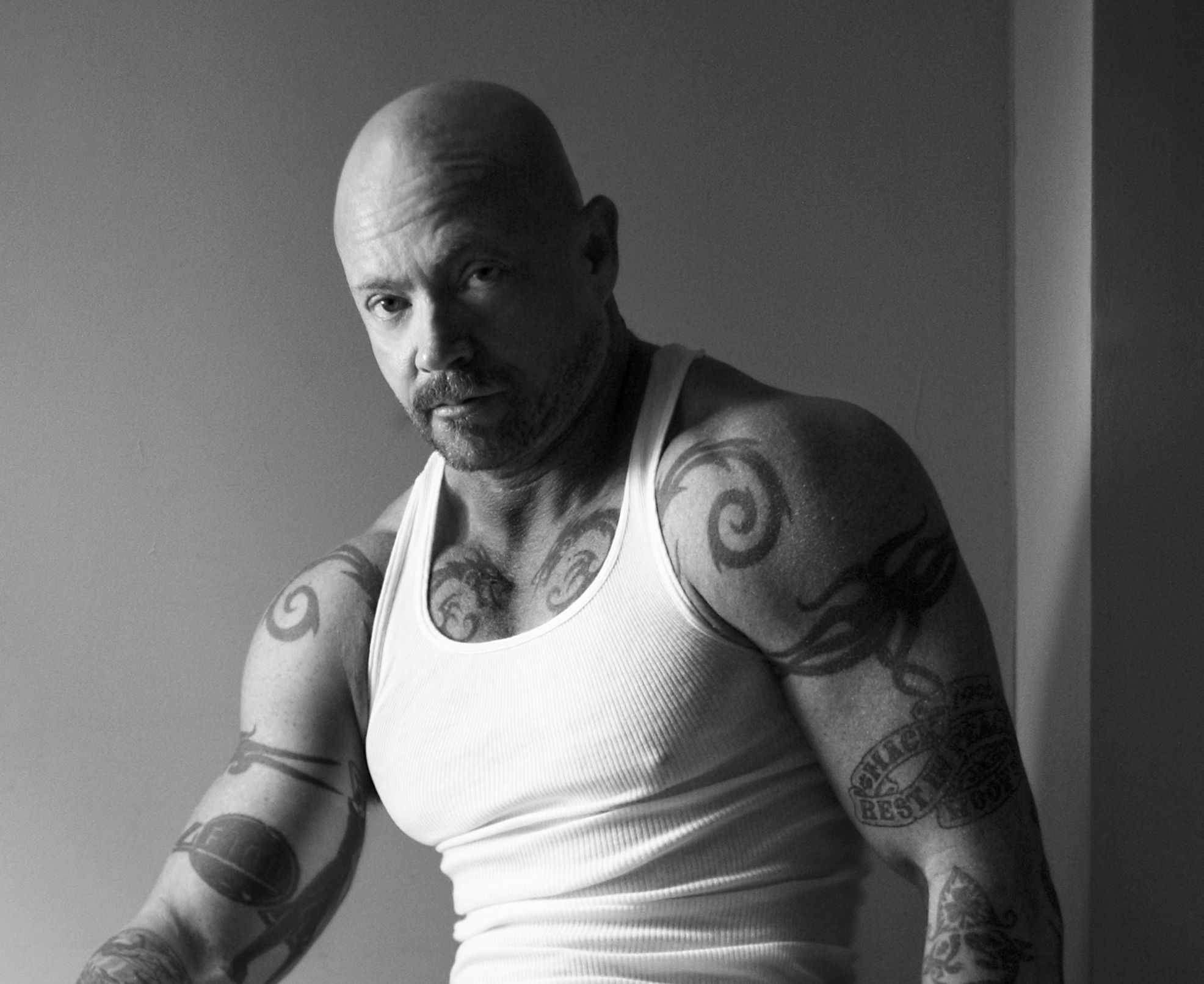
El actor y director Buck Angel.

En 2005, Titan Media lanzó una película titulada Cirque Noir protagonizada por Buck Angel, marcando la primera vez que un hombre trans aparece en una película exclusivamente masculina producida por una empresa especializada en pornografía masculina gay.
Cyd St. Vincent fundó Bonus Hole Boys en 2014, la primera compañía de pornografía gay de FTM, con el fin de "mostrar estrellas porno gay de renombre teniendo sexo con hombres trans y amándolo". La fórmula ha encontrado seguidores tanto entre mujeres como entre hombres homosexuales, y la mayoría de los fanáticos de la compañía son hombres homosexuales. La audiencia masculina gay para el porno FTM se ha convertido en un nicho creciente a medida que más hombres gay se exponen al género.
En enero de 2018, el principal estudio de pornografía gay Raw Fuck Club (RFC), lanzó una escena protagonizada por Cyd St. Vincent titulada Some Men Have Pussies, convirtiéndose en una de las pocas compañías importantes de pornografía gay que presenta a hombres transgénero. La escena fue muy popular, pero provocó cierta controversia. Tanto Cirque Noir de Buck Angel como Some Men Have Pussies de Cyd St. Vincent fueron elogiadas como "papeles emblemáticos" en la representación de hombres trans en el porno gay "cuya magnitud no puede subestimarse".

## Percepción
El psicólogo clínico David J. Ley escribió que la popularidad de la pornografía transgénero puede tener varias causas, incluida la fluidez sexual, el factor novedoso y porque algunas mujeres trans pueden actuar más como hombres sexualmente. J. Phillips escribió que la "mujer fálica [sic] desafía la fijeza de nuestra propia identidad sexual". El neurocientífico Ogi Ogas dijo que algunos hombres heterosexuales están interesados en la pornografía con mujeres trans porque al cerebro le gustan "diferentes señales sexuales en combinaciones novedosas" y que los hombres parecen tener un gran interés en los penes independientemente de su orientación sexual.
Algunos miembros dentro de la comunidad LGBT sienten que la pornografía transgénero objetiva a las personas transgénero. Otros argumentan que puede tener efectos positivos. Buck Angel expresó su opinión sobre el mismo, alabando las puertas que ha abierto dentro de la industria y ha permitido a la comunidad ser reconocida, no estigmatizada y permitiendo "hacer que se sientan mejor con sus cuerpos".